# こわせたまみ
こわせ たまみ（小和瀬 玉三、1934年〈昭和9年〉- ）は、日本の絵本作家、童話作家、作詞家、詩人。

## 来歴
1934年に埼玉県比企郡に生まれる。1957年早稲田大学第一商学部卒業。
この期、サトウハチロー主宰の木曜会に所属。コピーライターを経て、1960年以降、NHKの幼児番組の構成に参加しつつ作品を発表する。1960年、童謡同人誌「ピアノとペン」を創刊。1963年、おうちやすゆき・阪田寛夫・荘司武・関根榮一・鶴見正夫らとともに、新しい童謡の創作運動をめざして「6の会」を結成。1974年解散。
1982年、日本童謡協会に入会。事務局長、機関誌『季刊どうよう』編集長、副会長などを歴任し、現在は理事、広報委員。
絵本や童話などの著書は合計200を数える。1986年、『そばのはながさいたひ』（佼成出版社）でボローニャ国際児童図書展エルパ賞を受賞。そのほか、下総皖一音楽賞、日本童謡賞、サトウハチロー賞、埼玉文化賞などを受賞している。

## 主な作品

### 作詞
- 亜麻色の風の中へ（作曲：玉木宏樹）1987年第54回NHK全国音楽コンクール小学校の部課題曲
- いま生きる子どもマーチ（作曲：湯山昭）
- あらおうね（作曲：湯山昭）
- とんぼの思い出（作曲：中田一次）
- 夕日（作曲：飯沼信義）
- 夏の日の歌（作曲：岩河三郎）
- タンタンマーチ（作曲：外国曲）
- さよならマーチ（作曲：高井達雄。『おかあさんといっしょ』エンディングテーマに起用されていた同名曲とは異なる）

校歌・園歌
- 富山市立新庄北小学校（作曲：岩河三郎）
- 新潟市立竹尾小学校（作曲：中田喜直）
- 童浦小学校（作曲：中田喜直）
- 静岡市立千代田東小学校（作曲:中田喜直）
- 花里小学校（作曲:湯山昭）
- 横浜市立あざみ野中学校 (作曲:中田喜直)
- 深谷市立南中学校（作曲：岩河三郎）
- 所沢市立上山口中学校「薫れ青春」（作曲：岩河三郎）
- 川越双葉幼稚園（作曲：湯山昭）
- 所沢市立並木小学校（作曲：中田喜直）
- 横浜市立万騎が原小学校（作曲：中田喜直）
- 横浜市立南希望が丘中学校（作曲：中田喜直）
- 横浜市立矢上小学校（作曲：中田喜直）
- 山形県立鶴岡中央高等学校（作曲：中田喜直）
- 狛江市立狛江第四中学校（作曲：中田喜直）
- 川越市立高階西中学校（作曲：岩河三郎）
- 川越市立広谷小学校（作曲：中田喜直）
- 弘学館中学校・高等学校（作曲：中田喜直）
- 練馬区立光が丘四季の香小学校（作曲：竹内邦光）
- 大和市立上和田中学校（作曲：中田喜直）
- 愛知県立一宮興道高等学校（作曲：中田喜直）
- 古河市立三和東中学校（作曲：中田喜直）
- 伊東市立池小学校（作曲：中田喜直）

### 絵本
- 『きつねと つきみそう』（絵：いもとようこ）金の星社、1981年
- 『ちびねこくんでかとらくん』（絵：いもとようこ）金の星社、1981年
- 『そばのはなさいたひ』（絵：いもとようこ）佼成出版社、1985年
- 『まこちゃんのおべんとう』（絵：尾崎真吾）佼成出版社、1988年
- 『はだかのおうさま』（絵：村上勉）フレーベル館、1978年
- 『えんそく1・2・3』（絵：ばばひさし）フレーベル館、1987年
- 『ききみみずきん』（絵：馬場のぼる）フレーベル館、1996年
- 『わたしときつねさん』（絵：いもとようこ）フレーベル館、1998年
- 『ぬけだしたジョーカー』（絵：武井武雄）フレーベル館、1998年
- 『はつゆめちょうじゃ』（絵：村上豊）フレーベル館、2007年
- 『ようちえんがまってるよ！』（絵：秋里信子）PHP研究所、1993年
- 『じゅりじゅりのなつやすみ！』（絵：秋里信子）PHP研究所、1994年
- 『ゆきのひのようちえん』（絵：秋里信子）PHP研究所、1994年
- 『クリスマスまだかな』（絵：秋里信子）PHP研究所、1995年
- 『きつねえんでおべんとう』（絵：秋里信子）PHP研究所、1996年
- 『あめのひのおかいもの』（絵：秋里信子）PHP研究所、1998年
- 『うみだよ ざっぶーん！』（絵：秋里信子）PHP研究所、1999年
- 『おにのこくんがやってきた！』（絵：秋里信子）PHP研究所、2000年
- 『もうすぐどきどきうんどうかい』（絵：秋里信子）PHP研究所、2001年
- 『やったね！ぼくおにいちゃんだ』（絵：秋里信子）PHP研究所、2003年
- 『ひらひらはなびら』（絵：いもとようこ）ひさかたチャイルド、1988年
- 『クイールはもうどう犬になった』（写真：秋元良平）ひさかたチャイルド、1992年
- 『かばさん』（絵：村上豊）ひさかたチャイルド、1996年
- 『（伝記絵本ライブラリー）エジソン』（絵：福原ゆきお）ひさかたチャイルド、2006年
- 『（伝記絵本ライブラリー）野口英世』（絵：かどたりつこ）ひさかたチャイルド、2006年
- 『きつねをつれてむらまつり（絵：二俣英五郎）教育画劇、1990年
- 『ブルドーザーのブルブル』（絵：末崎茂樹）教育画劇、1995年
- 『なかよしきょうだいトリケとトリプ』（絵：伊東章夫）教育画劇、1999年
- 『思いやり絵本シリーズ こぶたのハーモニカ』（絵：奥田怜子）ひかりのくに、1995年
- 『きつねいろのくつした』（絵：いもとようこ）ひかりのくに、1997年
- 『たねまきちちんぷいぷい』（絵：いもとようこ）国土社、2003年
- 『ありさんがほっ』（絵：村上勉）鈴木出版、1990年
- 『いっすんぼうし』日本昔話（絵：高見八重子）鈴木出版、2006年
- 『ちらちらゆき(冬の詩)』（絵：黒井健）あすなろ書房、2001年

訳
- 『ベリンダのふうせん』（作･絵：エミリー・ブーン）フレーベル館、1986年
- 『あかずきん』（原作：グリム）（絵：いがわひろこ）フレーベル館、1995年
- 『ガリバーりょこうき』（原作：ジョナサン・スウィフト）（絵：おぼまこと）ひさかたチャイルド、1999年

編者
- 『うたのえほんシリーズ』国土社、1994年
- 『子供の心に伝えたいお話365+1』フレーベル館、2000年
- 『CDできく 童謡つきよみきかせ絵本1,2』成美堂出版、2007年

### 詩集
- 『うみのにじ（詩の絵本）』（絵：北田卓史、国土社、1987年）
- 『風薫る季節の詩』（絵：冨永佳与子、リーブル、1997年）